# Rutilotrixa wilsoni
Rutilotrixa wilsoni är en tvåvingeart som först beskrevs av Paramonov 1954.  Rutilotrixa wilsoni ingår i släktet Rutilotrixa och familjen parasitflugor. Inga underarter finns listade i Catalogue of Life.